# Í

Í, 소문자로 í는 로마자 i에 양음 부호를 올린 글자이다. 페로어, 헝가리어, 아이슬란드어, 체코어, 슬로바키아어, 타타르어에서 사용되는 글자이며 긴 모음 /i/를 나타내는 경우가 다수이다. 카탈루냐어, 아일랜드어, 오크어, 포르투갈어, 스페인어, 갈리시아어, 레온어, 나바호어, 베트남어, 중국어 (병음)에서도 등장하며 모음 'i'의 변형 글자로 쓰인다.
라틴어에서는 긴 모음 /i/를 표기할 때 í가 아닌 긴 i (ꟾ)가 사용된다.

## 언어별 쓰임새
- 페로어: 페로어 문자의 열한번째 글자로 발음은 /ʊi/.
- 헝가리어와 체코어: 헝가리어 문자와 체코어 문자의 열여섯번째 글자로 발음은 /iː/.
- 아이슬란드어: 아이슬란드어 문자의 열두번째 글자로 발음은 /iː/.
- 슬로바키아어: 슬로바키아어 문자의 열여덟번째 글자로 발음은 /iː/.
- 타타르어: 타타르어 문자의 열네번째 글자로 발음은 /ɨɪ/.
- 중국어: 병음에서는 i 발음의 양평성 (阳平聲, 상승조)를 표기할 때 쓰는 글자이다.
- 베트남어: 베트남어 문자 'i'의 상승조 (제3성)을 표기할 때 쓰는 글자이다.
- 포르투갈어와 스페인어: 단일 문자로 포함되어 쓰이는 것은 아니며, 글자 'i'에 악센트를 붙인 글자이다. 불규칙 강세를 가진 음절 'i'를 표기할 때 쓴다.
- 이탈리아어: 비슷한 모양의 Ì/ì가 들어가는 자리에서 드물게 찾아볼 수 있다.

## 입력 코드
| 미리 보기                      | Í                                 | Í                                 | í                               | í                               |
| ------------------------------ | --------------------------------- | --------------------------------- | ------------------------------- | ------------------------------- |
| 유니코드 이름                  | LATIN CAPITAL LETTER I WITH ACUTE | LATIN CAPITAL LETTER I WITH ACUTE | LATIN SMALL LETTER I WITH ACUTE | LATIN SMALL LETTER I WITH ACUTE |
| 인코딩                         | 10진                              | 16진                              | 10진                            | 16진                            |
| 유니코드                       | 205                               | U+00CD                            | 237                             | U+00ED                          |
| UTF-8                          | 195 141                           | C3 8D                             | 195 173                         | C3 AD                           |
| 수치 문자 참조                 | &#205;                            | &#xCD;                            | &#237;                          | &#xED;                          |
| 명명 문자 참조                 | &Iacute;                          | &Iacute;                          | &iacute;                        | &iacute;                        |
| ISO 8859-1/2/3/4/9/10/14/15/16 | 205                               | CD                                | 237                             | ED                              |

## 같이 보기
- 양음 부호